# North Haven (Connecticut)
North Haven é uma Região censo-designada localizada no estado americano de Connecticut, no Condado de New Haven.

## Demografia
Segundo o censo americano de 2000, a sua população era de 23.035 habitantes.

## Geografia
De acordo com o United States Census Bureau tem uma área de
54,6 km², dos quais 53,8 km² cobertos por terra e 0,8 km² cobertos por água.

## Localidades na vizinhança
O diagrama seguinte representa as localidades num raio de 16 km ao redor de North Haven.